# 12首歌曲
『12首歌曲』是日本創作歌手・川嶋愛在2005年5月18日發售的首張非迷你專輯。

## 解説
川嶋愛發售的首張原創專輯。就如專輯名稱一樣，收錄了12首歌曲
取得了公信榜首週第5名的紀錄，在10至19歲的獨立創作女性藝人的出道成績中可排進前5名。

## 收錄曲
※全部的作詞‧作曲皆為川嶋愛。
1. eighteen's days
編曲：ieP
Netz Yoyota石川CF歌曲
2. 絕望和希望（絶望と希望）
編曲：陶山隼
出自第6張單曲。
3. 美人魚 -Album Ver.-（マーメイド -Album Ver.-）
編曲：田邊惠二
出自第4張單曲。整體而言增加了編曲的部份。
4. 若能在夢中相預（夢で逢えたら）
編曲：nao
5. 525頁（525ページ）
編曲：ieP
出自第3張單曲。
6. 我們是...（僕たちは...）
編曲：KOUHEI
SEGA『新光明與黑暗續戰篇』片尾曲
7. 福岡〜The Rock'n Roll〜
編曲：ieP
8. 「再見」「謝謝」～唯一的地方～（「さよなら」「ありがとう」 ～たった一つの場所～）
編曲：ieP
出自第5張單曲。在單曲一開頭的口哨聲被截掉了。
9. 同級生
編曲：陶山隼
10. 在雪中綻放的話（雪に咲く花）
編曲：KOUHEI
11. 這條路搖搖擺擺（この道ふらふら）
編曲：ieP
Netz Yoyota石川CF歌曲
12. 12個的季節～第4個春天～（12個の季節～4度目の春～）
編曲：ieP & KOUHEI
出自第2張單曲。